# Eristalopsis byrrhus
Eristalopsis byrrhus är en tvåvingeart som först beskrevs av Wray Merrill Bowden 1971.  Eristalopsis byrrhus ingår i släktet Eristalopsis och familjen svävflugor. Inga underarter finns listade i Catalogue of Life.